# Détroit de la Reine-Charlotte
Le détroit de la Reine-Charlotte (en anglais : Queen Charlotte Strait) est situé entre la rive nord-est de l'île de Vancouver et la côte continentale de la Colombie-Britannique au Canada. Il relie le bassin de la Reine-Charlotte avec le détroit de Johnstone et fait donc partie du Passage Intérieur (Inside Passage), la voie maritime côtière qui permet de naviguer depuis le sud-est de l'Alaska jusqu'à l'État de Washington en évitant les eaux difficiles du Pacifique.

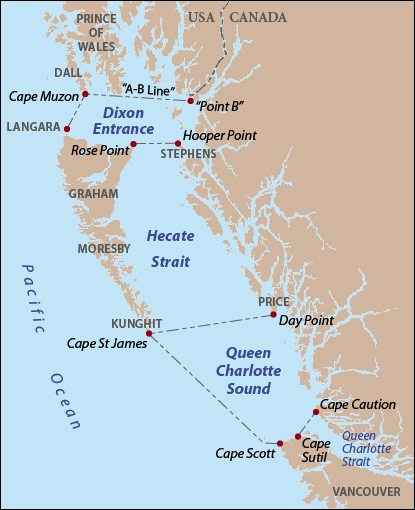
Détroit de la Reine-Charlotte (Queen Charlotte Strait)

## Histoire
Le 6 août 1792, le navire HMS Discovery, sous la direction du capitaine britannique George Vancouver pénètre dans le détroit.

## Toponyme
En 1786, le commandant du navire de commerce Experiment donna le nom de Queen Charlotte's Sound à la portion maritime située entre les îles de la Reine-Charlotte et le détroit de Johnstone, en hommage à Charlotte de Mecklembourg-Strelitz, reine consort du Royaume-Uni et épouse du roi George III, qui deviendra la grand-mère de la reine Victoria. En 1924, la portion située entre l'île de Vancouver et le continent fut officiellement appelé Queen Charlotte Strait, tandis que le reste des eaux entre le nord de l'île de Vancouver et les îles de la Reine-Charlotte garda le nom de Queen Charlotte Sound.